# SMS Zrínyi
SMS Zrínyi var ett slagskepp som tillhörde den österrikisk-ungerska marinen. Hon var det tredje och sista fartyget i Radetzky-klass, som hon utgjorde tillsammans med systerfartygen SMS Erzherzog Franz Ferdinand och SMS Radetzky. Zrínyi sjösattes den 12 april 1910 och togs i tjänst den 22 november 1911. Efter första världskrigets slut överlämnades hon som krigsskadestånd till Italien och skrotades åren 1920-21.